# Mariana Martí
Mariana Martí, también conocida como Marianita Martí, fue una actriz argentina de cine y teatro.

## Carrera
Mariana Martí fue una estrella adolescente argentina que se lució en varias interpretaciones durante la época de oro del cine argentino durante la década de 1940 donde se reveló como una prometedora presencia infantil.
Empezó con la película de 1941 Águila Blanca, con Francisco Petrone y Pablo Palitos; y se despidió de la pantalla grande con Treinta segundos de amor, de 1947, protagonizada por Mirtha Legrand y Roberto Escalada. A lo largo de sus 5 años en el cine compartió cartel con primeras figuras del cine mudo y sonoro como Elsa O'Connor, Homero Cárpena, Enrique Muiño, Felisa Mary, Miguel Gómez Bao, Juan Carlos Thorry, Olga Zubarry, María Santos, Francisco de Paula Arturo García Buhr y Santiago Gómez Cou, entre otros.
Gracias a la película Dieciséis años de 1943, protagonizada por María Duval, Alicia Barrié, George Rigaud y Amalia Sánchez Ariño, recibió una mención especial por su interpretación otorgada por la Academia de Artes y Ciencias Cinematográficas de la Argentina.
Fue, junto a la malograda Norma Giménez, una de las actrices más jóvenes cotizada por su imagen angelical y por su ductilidad. Al caer la década del '50 fue desapareciendo de la escena y del ambiente artístico.

## Filmografía
- 1947: Treinta segundos de amor.
- 1947: El misterioso tío Silas.
- 1944: La pequeña señora de Pérez.
- 1943: Punto negro.
- 1943: Dieciséis años.
- 1942: Los chicos crecen.
- 1942: Malambo.
- 1941: Águila Blanca.[1]